# Vicente Almandos Almonacid
Pour les articles homonymes, voir Almonacid.
Vicente Almandos Almonacid, surnommé El Condor Riojano, né dans la province de La Rioja (Argentine) le 25 décembre 1882 et mort à Buenos Aires le 16 décembre 1953, est un ingénieur, ancien officier de l’Armée de l’air française et aviateur argentin, figure de l'Aéropostale en Amérique du Sud et pionnier de l’aviation civile en Argentine.

## Biographie
Né le 25 décembre 1882 à San Miguel de Anguinán, près de Chilecito, dans la province de La Rioja en Argentine, son père fut gouverneur de La Rioja entre 1877 et 1880 et entrepreneur minier à Famatina jusqu’à la crise de 1890 qui ruina la famille. Celle-ci s’installe à Buenos Aires où le jeune Vicente va fréquenter le Colegio Nacional de Buenos Aires puis la Escuela Naval Militar mais il ne terminera pas son cursus. Il entre alors à la Facultad de Ciencias Exactas, Físicas y Naturales pour se consacrer à l’aéronautique et à la navigation aérienne. Il entreprend la construction d’un avion qu’il nomme Aeromovil. Il décide, en 1913, de partir en France afin de perfectionner sa technique et ses connaissances de l’aéronautique. Ainsi, il prend ses premières leçons de pilotage chez Farman près de Versailles. L'Aéro-Club de France lui décerne son brevet de pilote reconnu officiellement par le gouvernement français. C’est alors que la France entre en guerre et qu'Almonacid s’engage en août 1914 dans la Légion étrangère section aviation oú il obtient son brevet de pilote militaire en septembre 1915. Almonacid incorpore l’escadrille MF.29 spécialisée dans les bombardements, commandée par le capitaine Maurice Happe, surnommé Roter Teufel (Diable rouge) par l’armée allemande. Il participe alors à des vols de surveillance au-dessus de Paris, à des combats aériens et à des bombardements en Allemagne notamment en vol de nuit qui était une première à l’époque. À la fin de la guerre il intègre l'escadron MS.26 de Roland Garros et il reçoit la médaille militaire, la Croix de guerre, l’insigne de la Légion d'honneur, l’insigne de la Ligue aéronautique française et l’insigne du gouvernement de Grande-Bretagne. En 1919, avec une escadrille française de vingt avions, quatre hydravions et quatre planeurs, en tant que chef de division de la Mission aéronautique française, il traverse l’Atlantique jusqu'à Buenos Aires où il arrive le 6 septembre 1919. Lors du comité d’accueil, Joaquín Víctor González, dans son discours, le surnomme le Centinela de los Andes. Le Congrès national argentin l’intègre dans l’Armée de l’air. Il fait la rencontre avec Lola Güiraldes et ils se marièrent en 1920. Rapidement après sa lune de miel, le commandant de la Mission aéronautique française lui demande de traverser les Andes en vol de nuit seulement guidé par ses instruments de vol. En mars 1920, il s’envole en soirée de Mendoza et réussit à atterrir sur une plage proche de Valparaíso. C’est la première fois que la cordillère des Andes est traversée en vol de nuit. Avec ce succès, Almonacid est surnommé El Condor Riojano. En janvier 1925, il collabore avec Joseph Roig, envoyé en Amérique du Sud par Pierre-Georges Latécoère afin d’élaborer la ligne aérienne Natal (Brésil) à Buenos Aires. C’est là qu’il retrouve son ami d’escadrille française, Paul Vachet participant lui aussi à ce projet. En septembre 1927, sous l’impulsion de Marcel Bouilloux-Lafont, est créée l’Aeroposta Argentina SA et Almonacid en est nommé fondateur, directeur et responsable technique. Au cours de l’année 1938, il représente l’Aérospostale en Argentine. Après un an de tractations, en janvier 1929, Aeroposta Argentina SA peut commencer à exploiter ses lignes aériennes. Ainsi, Almonacid fait appel à des pilotes expérimentés comme les Français Antoine de Saint-Exupéry, Jean Mermoz, Henri Guillaumet ou Paul Vachet et les Argentins Pedro Ficarelli et Leonardo Selvetti pour les lignes Buenos Aires-Asuncion (Paraguay) et Buenos Aires-Rio Gallegos (Patagonie). Lorsqu’en 1932, la guerre du Chaco survint, Il part au Paraguay offrir ses compétences. Il y créera et organisera la flotte aérienne du pays en tant que directeur général de l’aéronautique. En 1938, il est nommé consul d’Argentine à Boulogne-sur-Mer. Revenu à Buenos Aires, Almonacid y meurt le 16 décembre 1953.

## Hommage
- L’aéroport de La Rioja est nommé en son honneur